# Litlanesfoss

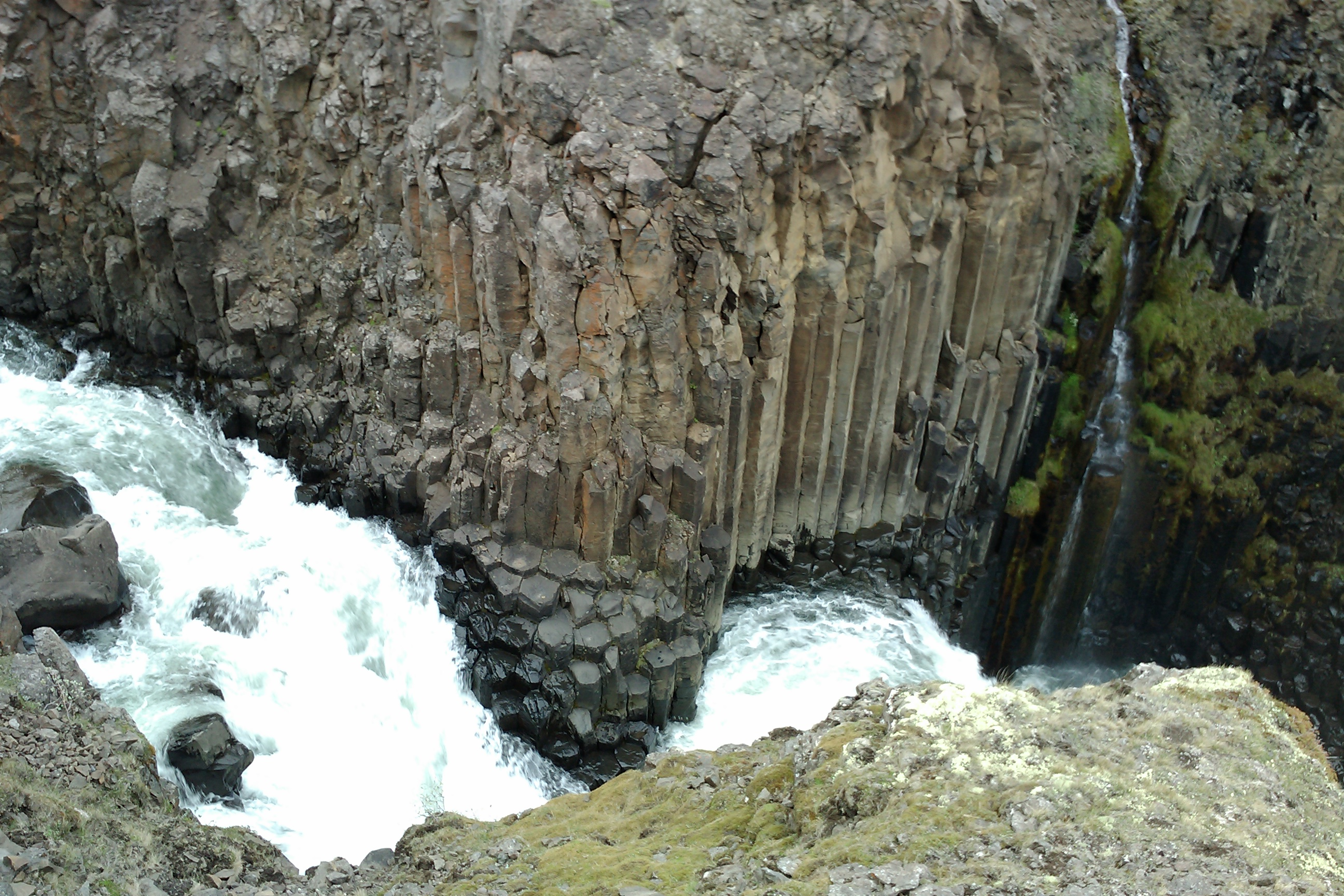
Basaltsäulen am Litlanesfoss-Wasserfall

Der Litlanesfoss ist ein Wasserfall in Ostisland.

## Geografie
Der Litlanesfoss liegt im Osten Islands südwestlich der Stadt Egilsstaðir und in der Nähe des südlichen Teils des Sees Lagarfljót.

## Beschreibung
Der Litlanesfoss wird – wie der höher gelegene Hengifoss – durch den Fluss Hengifossá (einen Zufluss des Lagarfljót) gespeist. Der Fluss stürzt hier über schöne Basaltsäulen wie der Svartifoss und der Aldeyjarfoss.